# Jussy-le-Chaudrier
Jussy-le-Chaudrier är en kommun i departementet Cher i regionen Centre-Val de Loire i de centrala delarna av Frankrike. Kommunen ligger  i kantonen Sancergues som tillhör arrondissementet Bourges. År 2022 hade Jussy-le-Chaudrier 578 invånare.

## Befolkningsutveckling
Antalet invånare i kommunen Jussy-le-Chaudrier
Referens:INSEE